# Gorki (spillefilm)
 For alternative betydninger, se Gorki. (Se også artikler, som begynder med Gorki)
Gorki er en dansk stum kriminalfilm fra omkring 1912 produceret af Oscar Emanuel Nathansohns The Copenhagen Film Co. og instrueret af hans søn Milian Nathansohn, der muligvis også skrev filmens manuskript.
Det er uklart om filmen blev vist. The Copenhagen Film Co. producerede i 1912-13 en række film, men ikke alle nåede at få premiere inden selskabet gik konkurs.

## Handling
Hjalmar lever et dobbeltliv. Om dagen er han prokurist i sin fars bank, og om natten er han leder for den berygtede bande "Heldet", så han kan tjene penge nok til mængden af kvinder og spil, han ynder at konsumere. Da "Heldet" foretager et bankkup i Hjalmars egen bank, afleder han vagten, mens bandemedlemmerne tømmer boksen, hvorefter han ringer til politiet for at aflede enhver mistænksomhed. Men mesterdetektiven Gorki er på sagen, og Hjalmar har muligvis ikke været lige så forsigtig, som han selv tror.

## Medvirkende
- Carl Hintz - Oscar Bentzen, bankdirektør
- Dagmar Wildenbrück - Anna, Bentzens hustru
- Valdemar Keller - Hjalmar, prokurist, Bentzens søn
- Agnes Nørlund - Oda, Hjalmars hustru
- Vera Lindstrøm - Fulvia
- Torben Krarup - Ørnen
- Vilhelm Schultz - Uglen
- Hans Dynesen - Gorki, opdager